# Virgen del Rosario (Quetzaltenango)
Nuestra Señora de los Ángeles es una advocación de la Virgen María en la Iglesia católica. Este culto es originario de una serie de sucesos históricos ocurridos en Europa.

## Historia
La imagen fue tallada en madera de cedro por un artista anónimo en la actualidad, se cuenta que llevaba camino hacia otra ciudad, pero que por las dificultades del camino, dejaron la caja donde se encontraba la imagen frente a la Parroquia de Quetzaltenango y finalmente al descubrir los habitantes, que se encontraba la imagen de la Virgen, le dispusieron un lugar en aquella Iglesia.
- Datos: Q16646718